# Stolen Moments
| Recensione                        | Giudizio        |
| --------------------------------- | --------------- |
| AllMusic                          | [ 1 ]           |
| The New Rolling Stone Album Guide | [ 2 ]           |
| Sputnikmusic                      | 3.8 (Excellent) |
| Piero Scaruffi                    | [ 4 ]           |
| Dizionario del Pop-Rock           | [ 5 ]           |
| 24.000 dischi                     | [ 6 ]           |

Stolen Moments è il decimo album discografico di John Hiatt, pubblicato dall'etichetta discografica A&M Records nel giugno del 1990.

## Tracce
Testi e musiche di John Hiatt.
1. Real Fine Love – 4:21
2. Seven Little Indians – 4:07
3. Child of the Wild Blue Yonder – 4:26
4. Back of My Mind – 4:04
5. Stolen Moments – 4:12
6. Bring Back Your Love to Me – 4:04
7. The Rest of the Dream – 4:51
8. Thirty Years of Tears – 4:08
9. Rock Back Billy – 3:51
10. Listening to Old Voices – 5:30
11. Through Your Hands – 4:49
12. One Kiss – 4:22

## Musicisti
Real Fine Love
- John Hiatt - voce solista, chitarra elettrica, chitarra acustica
- Pat Donaldson - basso
- Ethan Johns - batteria, chitarra ritmica elettrica, chitarra solista
- Michael Henderson - chitarra slide
- Ashley Cleveland - accompagnamento vocale, cori
- Russ Taff - accompagnamento vocale, cori

Seven Little Indians
- John Hiatt - voce solista, chitarra acustica
- Michael Landau - chitarre elettriche
- Ethan Johns - mandolino
- Ritchie Heyward - percussioni

Child of the Wild Blue Yonder
- John Hiatt - voce solista, chitarre elettriche, pianoforte
- Michael Landau - chitarra elettrica
- Wix - sintetizzatori
- Pat Donaldson - basso
- Ethan Johns - batteria, chitarra ritmica elettrica, chitarre soliste

Back of My Mind
- John Hiatt - voce solista, chitarre acustiche
- Michael Landau - chitarra elettrica
- Billy Payne - sintetizzatore
- Wix - sintetizzatore, basso
- Ritchie Heyward - batteria

Stolen Moments
- John Hiatt - voce solista, chitarra elettrica, chitarra ritmica acustica, chitarra solista
- Ethan Johns - chitarra elettrica
- Chuck Leavell - organo
- Pat Donaldson - basso
- David Kemper - batteria
- Ashley Cleveland - accompagnamento vocale, cori

Bring Back Your Love to Me
- John Hiatt - voce solista, chitarra elettrica, accompagnamento vocale, cori
- Billy Payne - pianoforte acustico
- Wix - sintetizzatore
- Pat Donaldson - basso
- Ritchie Heyward - batteria
- Bobby King - accompagnamento vocale, cori
- Willie Green - accompagnamento vocale, cori

The Rest of the Dream
- John Hiatt - voce solista, chitarre elettriche, tastiere
- Michael Henderson - chitarra ritmica elettrica, chitarra slide
- Pat Donaldson - basso
- Ethan Johns - batteria
- Russ Taff - accompagnamento vocale, cori
- Mike Finnigan - accompagnamento vocale, cori

Thirty Years of Tears
- John Hiatt - voce solista, chitarra acustica
- Mac Gayden - chitarra slide
- Wix - sintetizzatore
- Pat Donaldson - basso
- Ethan Johns - batteria, chitarra acustica

Rock Back Billy
- John Hiatt - voce solista, chitarra acustica, chitarra elettrica
- Pat Donaldson - basso
- Michael Porter - batteria

Listening to Old Voices
- John Hiatt - voce solista, chitarra ritmica acustica, chitarra solista, chitarra elettrica, sintetizzatore, cori
- Ethan Johns - chitarra elettrica, cori
- Michael Henderson - chitarra slide
- Pat Donaldson - basso, cori
- Ritchie Heyward - batteria
- Russ Taff - accompagnamento vocale
- Robert Bennett - cori

Through Your Hands
- John Hiatt - voce solista, chitarra elettrica, chitarra ritmica acustica
- Karen Peris - voce solista
- Michael Landau - chitarra elettrica
- Mac Gayden - chitarra slide
- Pat Donaldson - basso
- David Kemper - batteria

One Kiss
- John Hiatt - voce solista, chitarra ritmica elettrica, accompagnamento vocale
- Michael Landau - chitarra solista
- Wix - sintetizzatori
- Pat Donaldson - basso
- Ethan Johns - batteria
- Russ Taff - accompagnamento vocale

Note aggiuntive
- Glyn Johns - produttore
- Registrato e mixato al Ocean Way Recording di Los Angeles, California
- Jack Joseph Puig e Glyn Johns - ingegneri delle registrazioni e del mixaggio
- Joe Schiff - assistente ingegneri delle registrazioni e del mixaggio
- Masterizzato da Doug Sax al The Mastering Lab
- Robert Bennett - production manager
- Ivy Skoff - project coordinator
- Jeff Gold - grafica album
- Rebecca Chamlee, Keeley e Chuck Beeson - design album
- Robert Frank - fotografie[8]